# 禄沙礁
禄沙礁位于南沙群岛中部，三角礁东北约3.8海里。是一座珊瑚礁，退潮时露出。中国渔民向称“禄沙”或“一线”。1983年中华人民共和国中国地名委员会公布的标准名称为“禄沙礁”。有些外文资料称作“Hopps Reef ”。